# Isabel II (1851)
El Isabel II fue un vapor de ruedas de la Armada Española, cabeza de su clase. Recibió su nombre en honor a la reina Isabel de Borbón. Tras el triunfo de La gloriosa, fue renombrado Ciudad de Cádiz.

## Historial
Fue autorizado junto al Francisco de Asís el 21 de junio de 1850, encargándose de su construcción los astilleros londinenses Charles J. Mare & Co., de Blackwall. Tras su construcción, arribó a la ciudad de Cádiz el 7 de agosto de 1851 junto con el vapor Don Fernando el Católico.
Partió con rumbo a Filipinas para participar en la expedición a Joló a las órdenes del capitán general del archipiélago, el Marqués de la Solana. Zarpó desde Manila el 11 de diciembre de 1850, junto con el vapor de ruedas Elcano, la corbeta Villa de Bilbao y el bergantín Ligero, dando escolta a un convoy de tropas, mandando la escuadra el comandante general de marina el brigadier Manuel de Quesada, con dirección a Zamboanga, donde se les unieron el vapor de ruedas Reina de Castilla y varias falúas.
Tras regresar a la Península, en abril de 1851 realizaron en él un viaje los Duques de Montpensier Antonio de Orleáns y su esposa Luisa Fernanda de Borbón, en el que siguieron la ruta Valencia, Palma de Mallorca, Mahón, Villafranca Marittima y Génova, en donde desembarcaron, embarcando de nuevo en Southampton desde donde regresaron siguiendo la travesía Ferrol, La Coruña, Marín, Lisboa y Cádiz.
En 1852 fue destinado al apostadero de las Antillas. Entre 1859 y 1860, participó en las operaciones navales de la guerra de África, pasando al año siguiente a la Escuadra de Instrucción bajo las órdenes del Almirante Luis Hernández-Pinzón Álvarez.
Regresó de nuevo en 1863 a Cuba, desde donde zarpó con destino a Venezuela, arribando el 2 de junio de 1863 a La Guayra, con la misión de proteger los intereses de los españoles residentes en Venezuela durante la Guerra Federal. Su comandante, Casto Méndez Núñez, ofreció el buque al expresidente José Antonio Páez para que pudiera trasladarse a donde fuera necesario, como mediador y para tratar de devolver la paz a dicha república. Partió de La Guayra el 2 de agosto y tras una breve escala en Puerto Rico para repostar carbón, arribó a Santiago de Cuba el 20 de agosto. Embarcando allí 432 soldados de infantería y una batería de montaña, zarpó el 25 rumbo a Santo Domingo. Al no estar seguro de quién controlaba la plaza, desembarcó a la tropa en la costa, que pudo socorrer el fuerte, que estaba defendido por una pequeña guarnición y apoderarse de la plaza.
Formó parte de la escuadra del brigadier Topete, que con el general Prim, inician en Cádiz la revolución de septiembre del 1868 que destronó a Isabel II, tras lo cual el buque es rebautizado Ciudad de Cádiz.
El 11 de octubre de 1873, participó bajo el mando del capitán de navío Mariano Balbiani con la escuadra gubernamental comandada por Miguel Lobo y Malagamba en el Combate naval de Portmán contra la escuadra cantonalista, donde sufrió once muertos y treinta y dos heridos.
Una vez concluida la revolución cantonal, se incorporó a las Fuerzas Navales del Norte y participó en la campaña contra las fuerzas carlistas durante la tercera guerra carlista.